# Eremiaphilidae
Eremiaphilidae är en familj av bönsyrsor. Eremiaphilidae ingår i ordningen Mantodea, klassen egentliga insekter, fylumet leddjur och riket djur. Enligt Catalogue of Life omfattar familjen Eremiaphilidae 68 arter. 
Kladogram enligt Catalogue of Life:
| Eremiaphilidae | \| \| Eremiaphila \| \| \| \| \| \| Heteronutarsus \| \| \| \| |
|                | \| \| Eremiaphila \| \| \| \| \| \| Heteronutarsus \| \| \| \| |
|                | Acanthopidae                                                   |
|                |                                                                |
|                | Amorphoscelidae                                                |
|                |                                                                |
|                | Chaeteessidae                                                  |
|                |                                                                |
|                | Empusidae                                                      |
|                |                                                                |
|                | Hymenopodidae                                                  |
|                |                                                                |
|                | Iridopterygidae                                                |
|                |                                                                |
|                | Liturgusidae                                                   |
|                |                                                                |
|                | Mantidae                                                       |
|                |                                                                |
|                | Mantoididae                                                    |
|                |                                                                |
|                | Metallyticidae                                                 |
|                |                                                                |
|                | Sibyllidae                                                     |
|                |                                                                |
|                | Tarachodidae                                                   |
|                |                                                                |
|                | Thespidae                                                      |
|                |                                                                |
|                | Toxoderidae                                                    |
|                |                                                                |
|                | Eremiaphila                                                    |
|                |                                                                |
|                | Heteronutarsus                                                 |
|                |                                                                |

|  | Eremiaphila    |
|  |                |
|  | Heteronutarsus |
|  |                |

## Bildgalleri

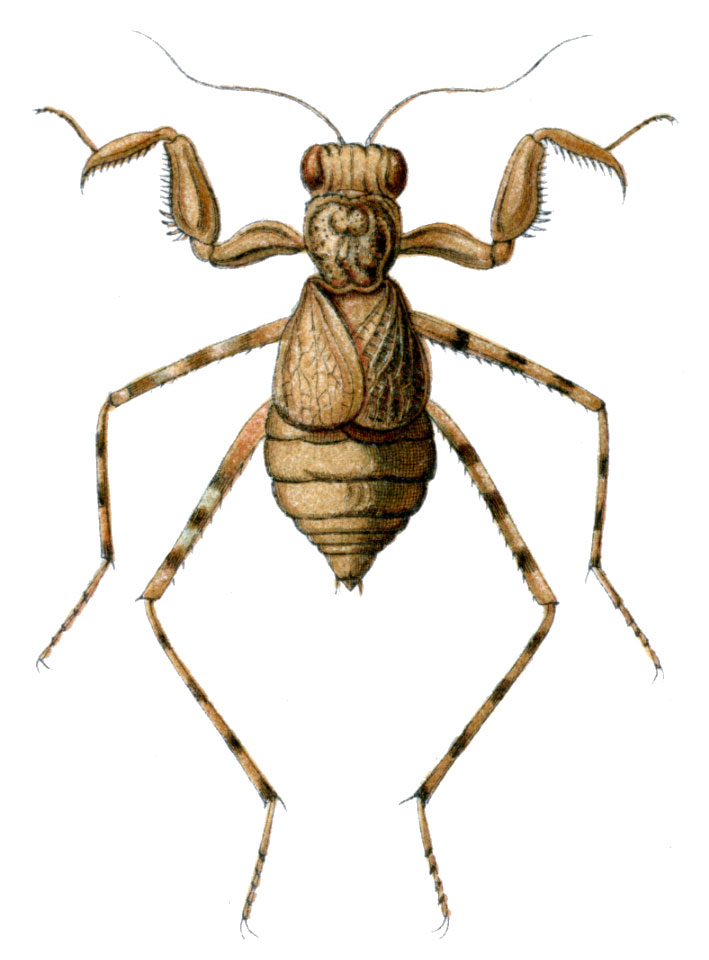